# Slaget om Jylland
Slaget om Jylland kaldes et fodboldopgør mellem Jyllands to ældste fodboldklubber, Aalborg BK og Aarhus GF.
Aab og AGF er spillet 129 kampe mod hinanden. Aab har vundet 51 af kampene, mens AGF har vundet 48 af kampene. De resterende 30 kampe er endt uafgjort.
Seneste opgør blev spillet den 17. maj 2016 og endte med 2-0 til AGF.
 Der er for få eller ingen kildehenvisninger i denne artikel, hvilket er et problem. Du kan hjælpe ved at angive troværdige kilder til de påstande, som fremføres i artiklen.